# تلما (فیلم ۲۰۱۷)
تلما (به انگلیسی: Thelma) یک فیلم فراطبیعی فانتزی درام نروژی به کارگردانی یواخیم تری‌یر و محصول سال ۲۰۱۷ است. فیلم‌نامه فیلم با همکاری تری‌یر و اسکیل ووگت به رشته تحریر درآمده است. از بازیگران آن می‌توان به آیلی هاربو، کایا ویلکینز، هنریک رافائلسون و الن دوریت پیترسن اشاره کرد. داستان فیلم دربارهٔ یک دختر جوان مذهبی است و زمانی که حس می‌کند دارای میل جنسی نسبت به یک دانشجوی دختر در دانشگاه است، متوجه می‌شود دارای نیروهای غیرقابل توضیحی می‌باشد.
نخستین نمایش فیلم در تاریخ ۲۰ اوت ۲۰۱۷، و در طی جشنواره بین‌المللی فیلم نروژ بود. تلما سپس در ۹ سپتامبر ۲۰۱۷، در بخش نمایش ویژه جشنواره بین‌المللی فیلم تورنتو به نمایش درآمد، و در ایالات متحده نیز در ۱۰ نوامبر ۲۰۱۷ اکران شد.